# راننده‌کامیون‌ها
راننده‌کامیون‌ها (ایتالیایی: I camionisti) یک فیلم کمدی ایتالیایی به کارگردانی فلاویو موگرینی است که در سال ۱۹۸۲ منتشر شد.

## بازیگران
- آندرئا رونکاتو
- دانیلا پوجی
- جورجو براکاردی
- تونی اوچی
- سرجو لئوناردی
- جی‌جی و آندرئا
- جیجی ساماراکی